# 女教论
《女教论》（英語：Thoughts on the education of daughters: with reflections on female conduct, in the more important duties of life）是英国女权主义者玛丽·沃斯通克拉夫特（Mary Wollstonecraft）出版的第一本书,1787年由沃斯通克拉夫特友人约瑟夫·约翰逊（Joseph Johnson）出版。该书为英国新兴中产阶级提供女教建议，体裁为行为指南（conduct book）。该书内容以品行礼仪为主，但也包含基本的育儿指导，如抚育婴儿等。
18世纪该书出版时，可谓现代自学书籍（self-help book）的一位先驱。该书成文参考大量文学旧作，如建议手册、宗教故事等。18世纪下半页有大量行为指南得以出版，市场蓬勃发展，沃斯通克拉夫特出版《女教论》时正利用了这点。然而，该书谈不上非常成功：尽管书评加以赞誉，但仅有一份杂志有过评论，书也只重印过一次。尽管当时一些通俗杂志有摘录该书内容，但上世纪70年代女性主义文学批判崛起之前，该书一直未能重印。
像当时的其他行为手册一样，《女教论》的体裁适应新兴中产阶级风格。这本书鼓励母亲教导自己的女儿分析性思考，自律，诚实，对自身的社会地位要知足，并掌握就业技巧（以便在必要时能独立养活自己）。这些教育目标揭示沃斯通克拉夫特的思想深受约翰·洛克影响；然而，她对宗教信仰的强调，以及她对女性先天感性方面的着重描述使得他们两人的作品有了区分度。她的目的是教育女性成为有用的妻子和母亲，因为她认为，通过这些角色，女性能最有效地为社会作出贡献。沃斯通克拉夫特为女性勾勒的显著家庭地位——一个她认为有意义的角色——被20世纪的女权主义文学评论家解释为“荒谬地把她们限制在家里相夫教子”。
虽然《女教论》与所有女性行为手册一样，陈词滥调与建议铺天盖地，但从其中少数章节（如她对苦难单身女性的辛酸描述）可以预见沃斯通克拉夫特在《女权辩护》（1792年）一书里所阐述的女权主义者的论点。然而，一些评论家认为，根据沃斯通克拉夫特的后期作品可以看出《女教论》里的这些章节似乎只有激进意味。

## 个人经历

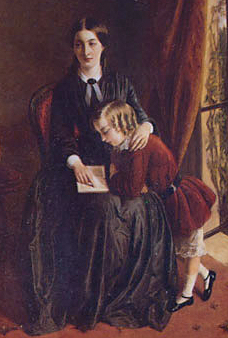
细节来自丽贝卡·所罗门的《女家庭教师》（1851）

沃斯通克拉夫特同生活于贫困中的英国十八世纪最后25年的妇女一样，试图建立学校，以维持生活。她、她的姐姐，还有一位她的好朋友在纽因顿-格林建立了一所寄宿学校，纽因顿-格林那时已经因反教国学院而出名，当中包括政治理论家和教育改革者詹姆斯·伯格，他的妻子后来成了寡妇，帮助沃斯通克拉夫特找房子，招学生，如“神圣的教母”一般。然而，十八世纪八十年代后期，学校因为经济困难关闭，沃斯通克拉夫特急切想要逃脱债务，那时，她写了第一本书：《女教论》。这个题目会让人联想到伯格的书：《对教育的看法》（1747），而伯格的书名又会让人想到约翰·洛克1963年的一本著作：《一些关于教育的看法》。她仅以十几尼的价格就把书卖给了朋友介绍给她的一个出版商，节瑟夫 约翰逊；后来他们成为朋友，节瑟夫鼓励她继续写书。
接着，斯通克拉夫特试图做一名家庭女教师，但她不甘处于卑微的地位，拒绝向雇主推荐自己。《女教论》一书的初步成功和约翰逊的鼓励鼓舞着她做一名职业作家，而在十八世纪这对女人而言是一个不稳定也不体面的职业。她给她的姐姐写信说自己将成为“新职业的第一人”，并在1788年发表了《玛丽：虚构的事》，这是一本自传小说。

## 概述

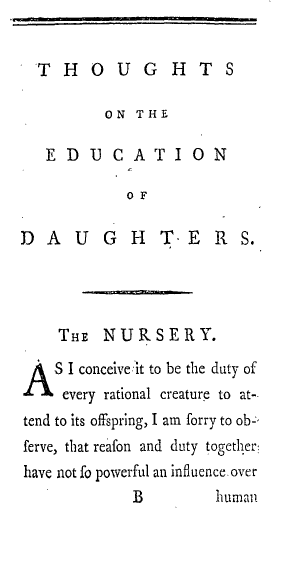
《女教论》第一版封面(1787)

对于母亲，年轻女子和教师来说，《女教论》（Thoughts on the Education of Daughters）一书阐释了怎样对婴儿至婚姻时期的女子实施教育。全书的21个章节并没有按照一定的次序来排列，却涵盖了各种各样的问题。开篇的两章“育儿”（The Nursery）和“道德规范”（Moral Discipline）提出了如何增强孩子的“体质”和培养孩子的“气质”，并讨论了理性的头脑必须从娃娃抓起。同时，该书还就照顾婴儿和支持母乳喂养（这在18世纪是一个热门的辩论话题）这些方面提出了特别的建议。很多评论家著书立说批评沃斯通克拉夫特在教育方面的观点。她认为通常提供给女性的教育是破坏性的，包括“虚伪的礼貌”，纸牌游戏，看戏和对时尚的强调。比方说，她认为女性把金钱“挥霍”在服装上，如果她们把这些钱用于慈善，那么一些困难家庭的贫困情况将会得到缓解，同时这对于那些处于困境中的女孩来说也是一种心灵的慰藉。她还把这种普通却又无效的教育和幼儿时期的阅读，仁慈和爱的教育作对比。沃斯通克拉夫特同时还探究一些社会问题，除了“对仆人的论述”（Treatment of Servants）一章，她还讨论了“女性的不行境遇，上流社会的教育，以及失之交臂的命运”（Unfortunate Situation of Females, Fashionably Educated, and Left without a Fortune）。宗教信仰在沃斯通克拉夫特提倡的教育计划中占有重要的地位；她还提倡遵守安息日并叙述“源于挫折的益处”，也就是从上帝安排的苦难中得到的好处。
在她后期的著作中，例如《男权辩护》(1790，A Vindication of the Rights of Men)和《女权辩护》(1792，A Vindication of the Rights of Woman)，沃斯通克拉夫特不断地论述她在《女教论》一书中阐述的观点，特别是勤劳的美德和女性学习实用技术的必要性。沃斯通克拉夫特认为，如果女性能够掌握一些重要的技能而不仅是作为社会的装饰品，那么一个国家的社会水平和政治水平将会得到极大的提高。

## 体裁：行为手册
1760至1820年间，行为手册在英国的流行达到了一个高峰；有学者认为这一时期正是“女士礼仪书籍的时代”。正如南茜.阿姆斯特朗在她影响深远的同类型书籍——《欲望和本国的假象》（1987）所写：“这类书籍是这样的流行，以至于到了18世纪中后期，几乎所有的人都知道理想中的女性形象应该是怎样的。”

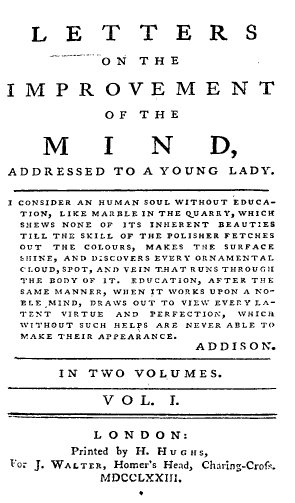
海斯特·沙蓬的信（1773）第一版的扉页，这曾是当时最流行的一本行为手册。与此同时，沃斯通克拉夫特也在写《女教论》一书。

行为手册结合了在此之前的同类书籍的风格和修辞，例如祷告词，婚姻指南，菜谱以及有关家庭经济的著作等。这些书籍（常常）向读者描绘了理想中的女性形象，同时，提出了可行的建议。因此，它们不但阐述了道德准则，同时也指导着读者的衣着，勾勒出“适当的”礼仪是怎样的。典型的例子有女学者赫斯特.沙蓬写的《关于思想提升的书信》（1773），这本书在十八世纪的后十五年出版至少十六版。另一个例子是由受过古典文化教育的历史学家卡瑟琳. 麦考利所著的《关于教育的信函》（1790）。特别值得一提的是，在这一时期，沙蓬的作品对沃斯通克拉夫特颇具吸引力，并且影响了她的《女教论》一文，因为它提出了“将对女性的研究作为一向长期的工作”。同时这一文章也是基于基督教应作为“我们理性的指引”这一观点写成的。当沃斯通克拉夫特于1792年写作《女权辩护》一书时，她结合了沙蓬和麦考利的作品。
传统上，行为手册被学者们视为资产阶级自我意识产生的一个不可或缺的因素。行为手册“促进了‘中产阶级’这一概念的产生，其中描述的谦恭、顺从却又具有完整的道德和家庭意识的妇女则是第一个‘现代人’”。通过发展特定的资产阶级思潮，如行为手册这样的文学体裁，新兴的中产阶级向贵族最重要的行为规范提出了挑战。但是行为手册同时压缩了妇女的社会角色，它宣传女性作为“家中的天使”的形象（出自考文垂·帕特莫尔的诗歌名），鼓励女性成为贞洁、虔诚、顺从、谦逊、无私、优雅、纯净、娇弱、遵从、内敛而且礼貌的人。
最近，一些学者认为应该对行为手册进行更加细致地划分，其中一些手册将传统的女性行为指南转变为“原型女权主义手册”，如沃斯通克拉夫特的《女教论》。这些学者认为《女教论》遵循了以旧体裁表现新思想（女权）的惯例，运用体裁包括女性教育指南，寓言以及英国非国教徒的道德和宗教作品（与英国大教堂无关）。沃斯通克拉夫特的文章在某些地方和传统的行为手册一样，推崇自制和顺从，以及那些可以吸引丈夫的特性。然而与此同时，她通过引入非国教徒的观点质疑了“正派淑女”的形象，并主张灵魂的平等性。因此，《女教论》被数对矛盾割裂开来，如顺从和叛逆，性情温顺和理性独立，家庭职责和政治参与。这种关于行为手册，特别是针对《女教论》的新观点，对早前仅仅把这种体裁视为思想灌输工具的观点（该观点出自于米歇尔·博科等理论家的批评）提出了质疑。